# 住吉宮町遺跡
住吉宮町遺跡（すみよしみやまちいせき）は、兵庫県神戸市東灘区にある住吉駅の周辺（住吉宮町3・4・5・6・7丁目、住吉本町1・2丁目、住吉東町4・5丁目）にわたって所在する東西750メートル、南北650メートルの弥生時代〜近世の複合遺跡である。

## 概要
埋蔵文化財包蔵地面積22万m2。住吉川右岸の完新世に形成された標高20メートル前後の扇状地に立地する。
弥生時代中期・末期の竪穴建物や前方後円墳坊ヶ塚古墳と帆立貝型式前方後円墳住吉東古墳を頂点とした古墳時代後期の古墳群や奈良時代・平安時代・中世の集落などが発見されている。また、幾重もの洪水砂層や洪水時の流路・土石流など洪水の形跡が確認されている。
この地域は早くから市街化が進んだため、その存在は全く知られていなかった。言い方を変えればあまりにも古くから人の居住していたため遺跡として意識されていなかったのだが、1985年（昭和60年）に住吉宮町7丁目でのマンション建設の際に遺物が出土しこれが明らかとなった。その後もマンション建設や駅舎ビルの建設、再開発に伴い発掘調査が繰り返されている。

## 調査
この遺跡は1985年以降数十度にわたり調査が行われている。
約半分にあたる11万m2が阪神・淡路大震災による被災面積にあたり、第17次調査以降は阪神・淡路大震災復興にともなう発掘調査が行われた。

調査地点（数字は調査次数）と発見された墳墓

| 次 | 年         | 調査地                       | 調査内容 |
| -- | ---------- | ---------------------------- | --- |
| 1  | 1985       | 住吉宮町7丁目                | 古墳時代後期の古墳3基・溝・土坑・ピット、鉄刀1・円筒埴輪・須恵器・土師器・甑・土錘、鎌倉時代の土坑、瓦器碗・白磁・羽釜・須恵系陶器 |
| 2  | 1985       | 住吉宮町7丁目                | 古墳時代前期初頭の土坑、庄内式期の甕・壷・鉢、後期初頭の古墳8基、須恵器・円筒埴輪・飯蛸壷・土錘 |
| 3  | 1985       | 住吉宮町3丁目                | 古墳時代の溝跡、須恵器・製塩土器、中世の土坑、須恵器・土師器・瓦器・青磁碗・白磁碗、近世の石組み暗渠・ピット、陶器鉢 |
| 4  | 1986       | 住吉宮町7丁目                | 古墳時代前期初頭の土坑、庄内式期の甕、古墳時代後期初頭の箱式石棺3基、須恵器・土師器小型丸底壺、古墳時代後期末〜奈良時代の溝跡、須恵器・土師器・円筒埴輪、土錘・蛸壺・水晶製切子玉 |
| 5  | 1987       | 住吉宮町1丁目、坊ヶ塚遺跡    | 弥生時代末以前の3面以上、後期末の方形周溝墓3基、古墳時代前期の竪穴建物跡・木棺墓・土坑墓、後期の方墳9基・河原石積石室2基・水田、平安時代後期〜鎌倉時代の掘立柱建物跡2棟など |
| 6  | 1987       | 住吉宮町6丁目14              | 古墳時代・中〜近世の土坑など、弥生〜中世の遺物 |
| 7  | 1987       | 住吉本町1丁目                | 弥生時代中期〜古墳時代後期の水田、弥生時代末の方形周溝墓3基、弥生土器、古墳時代後期の古墳2基・土器棺1基、土師器・須恵器。円筒埴輪・鉄鏃・鎌、平安〜鎌倉時代の遺物…縁釉陶器・土鍋・瓦器・白磁 |
| 8  | 1987       | 住吉宮町7丁目                | 鎌倉時代のピット、須恵器・土師器・羽釜・瓦器 |
| 9  | 1988       | 住吉東町1丁目・住吉宮町4丁目 | 弥生時代後期末の周溝墓1基、溝跡、庄内式期の甕、古墳時代後期の竪穴建物跡10棟、方墳3基・帆立貝式前方後円墳1基（住吉東古墳全長24m）、弥生時代末〜古墳時代初期の土器、須恵器（坏・高坏・甕）、製塩土器、石製模造品（滑石製双孔円盤・臼玉・管玉・紡錘車・剣状石製品・瑪瑙製勾玉）土師器、鉄鏃、埴輪（円筒・朝顔形・人物・馬形）、奈良時代〜平安時代の掘立柱建物跡9棟                    |
| 10 | 1988       | 住吉本町1丁目                | 弥生時代の土坑、弥生後期の土器片、古墳時代…第7次調査時検出の2基の古墳の一部確認、奈良時代の水田、溝跡、須恵器、中世の水田、天目茶碗 |
| 11 | 1988       | 住吉宮町6丁目                | 弥生時代中期〜古墳時代前期の竪穴建物跡6棟、土器（第II、III様式、庄内式並行式）、石器（石鏃・石錘・刃器・太型蛤刃石斧・砥石）・管玉、古墳時代の竪穴建物跡4棟、庄内式〜布留式並行期・6世紀後半、平安時代前期の掘立柱建物跡3棟、地鎮遺構2基、平安時代後期の掘立柱建物跡2棟、東播系須恵器・灰釉陶器碗。黒色土器。羽釜・白磁碗、室町時代の採石跡・地震跡、備前焼のすり鉢                |
| 12 | 1989       | 住吉本町1丁目・住吉東町5丁目 | 弥生時代の遺物包含層、古墳時代後期の古墳3基・土坑1基・流路、奈良時代の集石遺構、鎌倉時代の石垣・溝、江戸時代の土石流痕・集石土坑 |
| 13 | 1989       | 住吉東町5丁目                | 第9次調査で地下保存をした地点（北地区）と第9次調査地に南隣した地点（南地区）の調査。北地区･･･住吉東古墳の周溝、4号墳墳丘。南地区、古墳時代…古墳2基、竪穴建物跡2棟、掘立柱建物跡1棟、土坑1基、奈良時代…掘立式建物跡2棟、柵1条、溝5条、土坑2基、小穴20基 |
| 14 | 1990       | 住吉宮町6丁目                | 弥生時代後期〜中世の遺跡包含層、古墳時代後期の土坑、奈良時代の柱跡（建物跡） |
| 15 | 1993       | 住吉宮町7丁目                | 中世の遺物包含層・土石流跡 |
| 16 | 1993       | 住吉宮町6丁目                | 古墳時代後期の自然流路、平安時代の掘立柱建物跡、中世末〜近世初の採石跡 |
| 17 | 1995       | 住吉宮町7丁目4-13            | 弥生時代後期の遺物包含層、甕底部・碗、古墳時代後期の方墳8基、須恵器・土師器・鉄製鍬先・鉄鍬・円筒埴輪・形象埴輪、古墳時代後期の竪穴建物跡16基、須恵器・土師器・砥石・滑石製紡錘車・土錘・飯蛸壺・製塩土器、飛鳥〜奈良時代の掘立柱建物跡7棟、奈良時代の石畳道路と並行する柵、土師器・須恵器・布目瓦。円面硯、平安時代〜中期の掘立柱建物跡と溝跡、土師器皿・甕・青磁皿・備前甕・土鍋 |
| 18 | 1995       | 住吉宮町7丁目7-7             | 古墳時代後期の古墳1基 横穴式石室床部。須恵器・土師器 |
| 19 | 1995〜1996 | 住吉宮町4丁目26-1            | 弥生・古墳時代・近世…弥生土器・須恵器・土師器・土錘・蛸壺・円筒埴輪・形象埴輪・鉄刀・鉄鍬、方墳3基、小型石槨1基、掘立柱建物跡7棟 |
| 20 | 1996       | 住吉宮町6丁目99-3            | 古墳・飛鳥・奈良時代…須恵器・土師器・埴輪・土錘・紡錘車・木製品、旧河道1条、石組遺構1基 |
| 21 | 1996       | 住吉宮町4丁目                | 奈良時代…掘立柱建物 |
| 22 | 1996       | 住吉宮町7丁目                | 奈良時代…溝 |
| 23 | 1996       | 住吉宮町6丁目                | 奈良時代…井戸・掘立柱建物・墨書土器 |
| 24 | 1996       | 住吉本町1丁目                | 弥生時代末…土器棺墓1、古墳時代…古墳4基 |
| 25 | 1997       | 住吉宮町3丁目                | 弥生時代後期…竪穴建物、古墳時代･･･掘立柱建物、奈良時代〜平安時代…掘立柱建物、中世…井戸・土壙墓 |
| 26 | 1997       | 住吉宮町7丁目                | 古墳時代…竪穴建物跡、奈良時代…掘立柱建物・ピット |
| 27 | 1997       | 住吉宮町7丁目                | 弥生時代後期…竪穴建物、古墳時代後期…土坑墓 |
| 28 | 1997       | 住吉本町1丁目                | 古墳時代…坊ヶ塚古墳の後円部墳丘 |
| 29 | 1997       | 住吉宮町6丁目                | 中世…溝・土坑 |
| 30 | 1997       | 住吉本町1丁目                | 弥生時代中期〜終末…溝、古墳時代…古墳5基 |
| 31 | 1997       | 住吉本町1丁目                | 中世…掘立柱建物、溝、石組 |
| 32 | 1998       | 住吉宮町4丁目                | 弥生時代後期…竪穴建物、古墳時代…古墳10基、箱式石棺9墓 |
| 33 | 1998       | 住吉宮町6丁目                | 弥生時代末…竪穴建物、奈良〜平安時代…掘立柱建物 |
| 34 | 1998       | 住吉宮町3丁目                | 弥生時代…土坑、奈良時代…土坑 |

## 各時代の特徴
「第24次・第32次発掘調査報告書」では同遺跡を次の様に特徴付けている。

### 弥生時代
最も古い遺構・遺物は弥生時代中期畿内第Ⅲ様式古段階の建物跡だが（32次現在。なお、34次現在でも同様）、この時期の遺構は散在的にしか見つかっていない。集落は弥生時代後期に拡大し、弥生末（庄内期）の遺構はほぼ全域で見られ、竪穴建物・周溝墓・土器棺墓・水田など断片的にだが集落の空間的な構造が把握できる。古墳時代前期にはこの集落は途絶える。

### 古墳時代
5世紀中ごろ、古墳時代中期から古墳の造営が始まり、6世紀の前半にかけて推定200基近い古墳が作られたとみられる。殆どは低墳丘の方墳だが、前方後円墳とみられる坊ヶ塚古墳や帆立貝式古墳の住吉東古墳などの盟主墳も含まれる。また、目立った墳丘を持たない箱式石棺のみの墓もみられ、階層性のある墳墓形態である。同時期以降の竪穴建物もみられ、居住域が形成されていた。

### 奈良・飛鳥時代
6世紀後半は集落の活動が下火となる。飛鳥時代の7世紀になると再び活発化する。奈良時代の8世紀からは掘立柱建物や井戸などが発見されており、出土品には土馬や「橘東家」「免」と書かれた墨書土器がある。西に隣接する郡家遺跡とも関連して、菟原郡の郡衙に関連する遺構であるとみられる。

### 平安時代以降
平安時代のものは少ないが、掘立柱建物や地鎮遺構などが見つかっており、集落が営まれていた。
中世のものは掘立柱建物や井戸などが発見されている。
近世からは土石流中に石を切り出した採石跡が見つかっている。

## 諸事項

### 古墳群
「住吉宮町古墳群」として第34次調査までに71基の古墳が発見されている。『住吉宮町遺跡 第24次・第32次発掘調査報告』では以下の様に特徴づけられている。

#### 群の特徴
古墳群の範囲は東西600メートル、南北250メートルにわたり、国道2号線以南では古墳は見つかっていないことから、扇状地末端の微高地上に築かれたものとみられる。本住吉神社周辺は調査されておらず、発見された古墳の分布はこれを境として西群と東群に分かれる。
全長推定57メートルの前方後円墳と考えられる坊ヶ塚古墳と全長23メートルの帆立貝式古墳である住吉東古墳の2基の盟主墳を頂点として、四辺に周溝を巡らす一辺2メートル〜20メートルの方墳群と低いマウンドを持つか、あるいはほといど墳丘を持たない箱式石棺墓群から構成される。方墳群は20メートル四方の30-1号墳（第30次調査1号墳）を除くと15メートル前後を最高に、10メートル弱の規模のものが大多数で、うち二段築成が4基ある。
古墳群が形成された時期は、出土遺物から判別できるものではTK208型式の5世紀中頃から古墳の造営が始まり、TK23型式からTK47型式の5世紀後半頃に最盛期を迎え、TK10型式の6世紀中頃でほぼ終焉を迎える。この古墳群では規模の大きいものほど古いという傾向がみられる。

#### 埋葬施設
埋葬施設が判明している、あるいは想定されている古墳は13基あり、埋葬方法は木棺墓、箱式石棺墓、須恵器の甕を使用した土器棺墓等が主だが、32-9号墳のみ横穴式石室である。32-3号墳の様に木棺墓と箱式石棺墓を並列しているものや、2-9号墳のように箱式石棺墓を2基並列しているものもある。主軸方向は、東西を向くものがほとんどであり、副葬品に鉄剣・鉄刀・鉄鏃などの武器類が多い。

#### 供献物
周溝内に土器を供献する古墳が多く、典型的には坏（つき）・高坏（たかつき）を中心に壺・𤭯（はそう）など数点を加えた構成である。須恵器が多いが、中には土師器の壺を一点だけ供献するといった例も少なくない。供献場所は東・南・西周壕のコーナーないしコーナー部から少し離れた場所が多い。その一方で北周壕には甕・壺等の貯蔵具を1〜2個体のみ供献する例がみられる。

#### 外部施設
外部施設として葺石を有する古墳は13基発見されているが、墳丘斜面全体に石を葺くものは少ない。葺石を持つのが多いのは規模が大きくてTK23型式までの時期のものである。また、墳丘コーナーのみに葺石を持つ例や、コーナー部分に大きめの石を数石積む様に並べる「隅石」を持つ古墳、墳丘平坦面の縁辺に沿って並ぶ「列石」を持つ古墳など多様である。

#### 埴輪
埴輪については6基の古墳で樹立が確認されている。うち形象埴輪は2基のみでみられる。円筒埴輪の時期は川西編年のIII期からV期で、V期に属する物が多い。ともなって現れる須恵器はTK23型式の新しい時期のものまでで、典型的なTK47型式以降の須恵器をともなう古墳には埴輪が樹立されていない。

#### 石棺墓
箱式石棺墓が方墳群の周囲に存在するというのもこの古墳群の特徴である。古墳に接して造られるものと、箱式石棺にみで構成される区域に造られるものとがあり、前者は古墳の被葬者により近い関係の者、後者は古墳を造営した階層とは異なった階層の者が葬られていたと考えられる。

#### 造営段階
造営段階は第I期（およそ5世紀中頃）〜第V期（6世紀中頃）に分かれる。
まず第I期は坊ヶ塚古墳の築造から始まる古墳群の形成の開始期で、正確な年代はわからないものの、方墳中の最古のものがTK208型式であるため5世紀中頃と推測され、この時期の方墳は一辺15メートル前後の規模の2段築成で葺石を持ち埴輪を樹立し、東西両群で同時に形成が始まる。
第II期はTK23型式のの時期で、第2,3代目の盟主墳と見られる帆立貝式の住吉東古墳が作られた。埴輪の樹立はここまでで、全体に葺石を葺く事もなくなる。
第III期はTK47型式の時期で、規模は更に縮小、葺石・隅石・列石を施す古墳は減少の一途を辿る。II期からIII期にかけて、5世紀後半が古墳築造のピークにあたり、同時に古墳を造れない階層のものと考えられる箱式石棺墓群もみられる。
6世紀初頭前後にこの一帯を洪水が襲い、以前に造られた古墳は全て周溝が同様の洪水砂で埋まってしまっており、そのため、これ以降の古墳には以前の古墳の周溝を切って造られる例が見られる。またこれ以降、第IV期のMT15型式（6世紀前半）の時期より古墳築造数は急激に減る。この時期の最終段階より、横穴式石室が採用され始めている。
第V期のTK10型式（6世紀中頃）の段階ではほとんど古墳の造成がなくなり、墳形も精美な方形から崩れてくる。以降、埋葬施設が横穴式石室となり、古墳の築造は終焉を迎えた。墓域は横穴式石室を主体とする六甲山麓の群集墳へ移動したものとみられる。

### 周囲の植生
第20次調査において木器が発見された。これらは5〜6世紀（古墳時代中期〜後期）と7〜8世紀（奈良〜飛鳥時代）の層位から出土したもので、建築や土木関係のものがほとんどである。これらの樹種は共通しているものが殆どで、モミ属、コウヤマキ、ヒノキ科、ヒノキ属、クロベと思われるもの、アスナロ、スギといった針葉樹ばかりである。ただしアカマツ・マツ属は5〜6世紀からは出土しなかったのが7〜8世紀からは割材、丸杭および自然木からも出土している点が異なる。第20次調査では4箇所の杭が鑑定され、使用されていたのはアカマツとクロマツであった。杭はどの遺跡でも近在に当時生育した雑木を使う傾向があるため、当時遺跡の周囲にはマツ属が普通に生育していたと考えられる。
また、花粉化石によれば以下のような古植生が考えられる。すなわち、古墳時代前期以前では、（花粉化石はほとんど産出しなかったが）少なくとも樹木ではマツ属、草本ではイネ属、アカザ科―ヒユ科、セリ科、ヨモギ属の生育が確認できる。古墳時代中期〜後期の遺跡周辺ではスギ属、コナラ属アカガシ亜属を主とした森林が形成され、マツ属複維管束亜属、イチイ科―イヌガヤ科―ヒノキ科やコナラ属コナラ亜属、シイノキ属など広葉樹・針葉樹が混ざっていた。遺跡近辺のいくらか湿った所にイネ科、カヤツリグサ科、セリ科など、いくらか乾いた箇所にヨモギ属などが生育しており、また、大型植物化石ではヘラオモダカ、ミズアオイ属、タガラシなどのいわゆる水田雑草が産出しており水田稲作を示唆する。飛鳥時代から奈良時代の遺跡周辺には同じく、スギ属、イチイ科―イヌガヤ科―ヒノキ科、シイノキ属を主とした森林が形成され、モミ属、マツ属複維管束亜属、ヤナギ属、コナラ属コナラ亜属・アカガシ亜属なども混じり、ブドウ属、ツタ属、マタタビ属などの蔓植物が絡みついていた。遺跡近辺ではイネ科が比較的多く、やはりオモダカ属、ミズアオイ属などの水田雑草も見られる。そのほか、乾燥したところにイボクサ属、ツリフネソウ属など、幾分乾き気味のところにヨモギ属などが生育していた。

### 馬歯の出土
第32次調査では1号墳からウマの完全な上下顎臼歯列と破損した切歯1頭分が出土した。年齢については全ての歯が永久歯であることと咬耗の少なさから3歳ないし4歳の若年馬と推測される。また性別については犬歯が生えるのは牡馬が殆どであるため、犬歯の未検出から牝馬の可能性が高いが、流失や腐朽の可能性も否めない。臼歯列長は左上顎で約179ミリメートル、右上顎で約180ミリメートル、左下顎で約171ミリメートル、右上顎で約186ミリメートル、計測値から割り出される馬体は体高約120〜140センチメートルの中型馬で、現存の木曽馬・御崎馬に近い大きさである。
1号墳は第32次調査で発見された10の墳墓のうち最大で、5世紀中葉の有力者のものであったと推測され、馬そのものの発見以前にも、隣接する住吉東古墳と第24次調査2号墳から馬形埴輪が出土していることもあり、殉殺が推定される。